# Ockenheim
Ockenheim es un municipio situado en el distrito de Maguncia-Bingen, en el estado federado de Renania-Palatinado (Alemania). Tiene una población estimada, a mediados de 2023, de 2807 habitantes.